# Walter de Bidun
Walter de Bidun († 1178) war ein schottischer Geistlicher und Minister. Er diente spätestens von 1151 bis mindestens 1161 und ab 1171 als königlicher Kanzler. Kurz vor seinem Tod wurde er 1178 Bischof von Dunkeld.

## Herkunft und Dienst als königlicher Kanzler
Walter de Bidun entstammte der Familie Bidun, die ursprünglich aus der Bretagne stammte und während der normannischen Eroberung nach England gekommen war. Er war ein Sohn des englischen Barons Haneald de Bidun, der Besitzungen mit dem Mittelpunkt Lavendon in Buckinghamshire besaß. Nach dem Tod von Haneald vor 1156 erbte Walters älterer Bruder John de Bidun die Besitzungen der Familie. Walter de Bidun war um 1147 als Kleriker in den Dienst des schottischen Königs David I. Der König ernannte ihn zwischen 1147 und 1151 zu seinem Kanzler. Nach dem Tod des Königs 1153 diente Bidun auch als Kanzler von dessen Nachfolger Malcolm IV. Zwischen 1153 und 1162 bezeugte er 45 Urkunden von Malcolm IV., doch Ende 1161 oder Anfang 1162 legte er das Amt des Kanzlers nieder. In den folgenden Jahren wird er nicht mehr erwähnt, doch nach dem Tod des Kanzlers Nicholas of Roxburgh ernannte König Wilhelm I. 1171 Bidun erneut zum Kanzler. Während seiner zweiten Amtszeit erhielt der Königstitel den Zusatz dei Gratia.

## Ernennung zum Bischof und Tod
Nach dem Tod von Bischof Richard of the Provender von Dunkeld 1178 ernannte der König Bidun zum neuen Bischof des Bistums Dunkeld. Bidun starb jedoch, bevor er zum Bischof geweiht wurde. Nach seinem Tod blieb das Bistum Dunkeld wegen des Streits um die Wahl eines neuen Bischofs für das Bistum St Andrews bis 1183 vakant.